# Fjellse
Fjellse (eller Fjellsæ eller Fjellså) är en ort i Flekkefjords kommun i Agder fylke i södra Norge. Orten ligger vid fylkesväg 4140, vid sidan av fylkesväg 469, på västra sidan av Lafjord, sydväst om staden Flekkefjord.
Tidigare har orten tillhört dåvarande Nes kommun.